# DoubleCross sur l'île de Costa
DoubleCross sur l'île de Costa (DoubleCross on Costa's Island) est un film américain de 1997 réalisé par Franco Columbu.

## Fiche technique
- Réalisation : Franco Columbu
- Scénario :
- Production : Franco Columbu Productions Inc, Wesstar Productions
- Photographie : Massimo Zeri
- Montage : Raimondo Crociani
- Musique : Clif Magness
- Durée :
- Date de sortie : 1997

## Distribution
- Franco Columbu : Enrico Costa
- Barbara Niven : Veronica
- Frank Stallone : Marty Moretti
- William Smith : L. E.
- Robert Ginty : Robert Boyd
- Frankie Thorn : Angela Howard